# Brajkovac (okręg zlatiborski)
Brajkovac (cyr. Брајковац) – wieś w Serbii, w okręgu zlatiborskim, w gminie Prijepolje. W 2011 roku liczyła 65 mieszkańców.